# France Malovrh
France Malovrh, slovenski duhovnik, * 21. april 1912, Brdo pri Kranju, † 12. oktober 1943, Mozelj pri Kočevju.

## Življenje
Obiskoval je kranjsko gimnazijo, zadnje leto in maturo je opravil v Ljubljani. Kot dijak je bil dejaven: udeležen je bil v Marijini kongregaciji in v skavtski organizaciji.
5. julij 1936 je prejel mašniško posvečenje, nato je odšel v Moravče za kaplana. 
V času kapitulacije Italije med drugo svetovno vojno, 8. septembra 1942 se je z nekaterimi vaškimi stražarji pred partizani umaknil v grad Turjak. Čeprav so mu ob predaji partizani v zameno za podpis izjave o "vršenju izključno verskih dolžnostiž" obljubili življenje, so partizani 12. oktobra 1943 med sedemnajstimi umorjenimi ubili tudi njega.